# Bobornic
Bobornicul (Veronica beccabunga -  L.) este o plantă ierboasă cu rizom din familia Plantaginaceae.

## Descriere

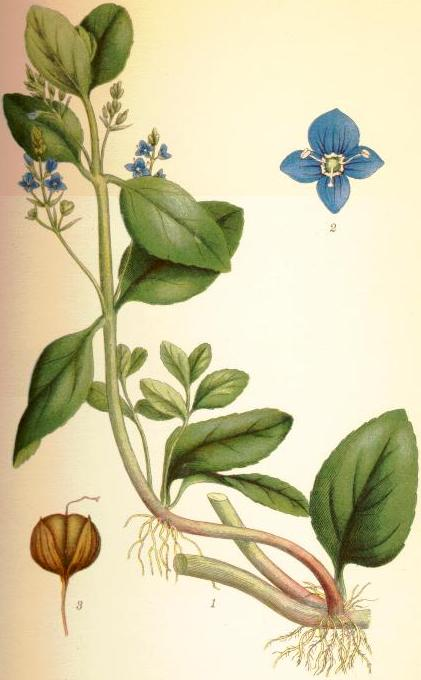
Morfologia

Tulpina este fistuloasă cilindrică, cu frunze eliptice, cărnoase, pețiolate, dințate, opuse. Florile au patru petale albastre, foarte rar roze sau albe, grupate în raceme la baza frunzelor din partea superioară a tulpinii. Bobornicul înflorește din luna mai până în august.
Fructul este o capsulă.

## Răspândire
Bobornicul crește pe lângă ape, izvoare, în locuri umede și mlăștinoase, prin bălți, până în regiunea subalpină.

## Utilizare
Se folosește partea aeriană a plantei înflorite (Veronicae beccabungae herba) care este bogată în ulei volatil, aucubină și substanțe amare. Frunzele, în medicina populară tradițională, se aplicau pe tăieturi și răni, dar se folosea și decoctul. Planta este recomandată pentru acțiunea ei antiinflamatorie și diuretică.